# 愛德華多·諾列加
愛德華多·諾列加（1973年8月1日—）是西班牙的一位演員。他在兩部由亚历杭德罗·阿梅纳瓦尔執導的電影中為人所知曉，分別為《死亡论文》（1996年）及《睁开你的双眼》（1997年）；另亦有參演2004年的《狼》。在美國境內，他因在政治驚悚片《絕點緝兇》中飾演恩里克而家傳戶曉。

## 早年生活與教育
諾列加出生於西班牙桑坦德，其父、母親分別為墨西哥人及西班牙人。他在家中七個子女中既是最年輕的一人，亦為唯一能成為演員的子女。自小對音乐有興趣的他，長大後放棄法律學位，並遷往马德里開展其演員生涯。

## 演員生涯
諾列加曾參演多部由亚历杭德罗·阿梅纳瓦尔、馬特奧·吉爾及卡洛斯·蒙特羅執導的短篇電影，亦曾於著名的西班牙電影《科羅內的故事》中短暫現身。
在萊昂納多·斯巴拉格利亞的相伴下，他在馬些路·皮涅羅擔任導演的阿根廷電影《烈燄焚幣》（2000年）中出演，其後亦有份參演同導演的電影《职场无间道》（2005年，同電影亦有《烈燄焚幣》的演員帕布羅·埃查里）。他在2001年的電影《鬼童院》中飾演Jacinto一角，而參演該電影的亦有瑪麗薩·帕雷德斯及費德利柯·路比。該電影由吉勒摩·戴托羅執導、奧古斯丁·阿莫多瓦及佩德罗·阿尔莫多瓦尔製片，講述在西班牙內战後期一間孤兒院的生活。
他在2002年、由吉恩-皮耶·李摩森擔任導演的法國電影《忘记我是谁》中擔任主角，唯在電影中他幾乎赤裸無遺。
2005年，他在喬什·伊萬斯執導的獨立電影《切·格瓦拉》中擔任主角。
諾列加於2006年的電影《佣兵传奇》中擔當瓜達梅迪納伯爵一角。該電影改編自阿圖洛·貝雷茲-雷維特的五部小說作品，並由奧古斯汀·迪亞茲·亞內斯擔任導演，維高·摩天臣、埃琳纳·安娜亚、哈維爾·卡馬拉、艾妮安娜·姬兒、布蘭卡·波蒂洛及朱恩·查諾華主演。
諾列加於2007年、由文森特·阿兰达編導的電影《洛丽塔俱乐部的情歌》，一人飾演勞爾·富恩特斯及瓦倫丁·富恩特斯雙胞胎兄弟，備受關注。
他在2008年電影《絕點緝兇》中飾演Enrique一角，為一名指派保護當地市长的西班牙員警，亦在美国总统暗杀事件的調查工作上起了一個意想不到的核心角色。近年他亦在《重擊防線》（2013年）中飾演一名逃脫毒梟，而同齣亦有阿诺·施瓦辛格參演。

## 個人生活
諾列加於2011年2月8日，與其相識6年的女朋友Trinidad Oteros結婚。他能說流利的西班牙語、英語、法語及加泰羅尼亞語。

## 外部連結
- 官方网站
- 愛德華多·諾列加在互联网电影资料库（IMDb）上的資料（英文）